# أوليفر وايلد
أوليفر وايلد (بالإنجليزية: Oliver Wilde)‏ هو موسيقي بريطاني، ولد في 21 أكتوبر 1988.

## وصلات خارجية
- أوليفر وايلد على موقع ميوزك برينز (الإنجليزية)
- أوليفر وايلد على موقع ديسكوغز (الإنجليزية)